# Heribert Illig
Heribert Illig (* 1947 in Vohenstrauß in Bayern) ist ein deutscher Publizist und Verleger, der als Chronologiekritiker bekannt geworden ist.

## Leben
Illig studierte Germanistik und wurde 1987 an der Universität Bremen mit einer Arbeit über Egon Friedell promoviert. In weiteren Büchern hat Illig Friedells Werk teils ediert, teils kommentiert. Er arbeitete als Systemanalytiker bei einer Bank, bevor er sich hauptberuflich seiner publizistischen Tätigkeit widmete.
Von 1981 bis 1988 war Illig führendes Mitglied der pseudowissenschaftlichen Gesellschaft zur Rekonstruktion der Menschheits- und Naturgeschichte. Er gab von 1989 bis 1994 die Zeitschrift Vorzeit-Frühzeit-Gegenwart heraus und ist Herausgeber der daraus hervorgegangenen Zeitschrift Zeitensprünge. Er ist ferner Inhaber des Mantis-Verlags in Gräfelfing, in dem unter anderem diese Zeitschrift und Bücher von Illig und Gunnar Heinsohn erscheinen.

## Chronologiekritische Arbeiten
Seine Werke konzentrieren sich seit vielen Jahren auf die Chronologiekritik. Dabei wandte er sich zunächst der Frühgeschichte zu. Gemeinsam mit Heinsohn arbeitete Illig ebenso zur Geschichte des alten Ägypten, für das sie eine Kürzung von zweitausend Jahren vorschlagen. Demzufolge falle der Bau der Cheopspyramide in das erste vorchristliche Jahrtausend ebenso wie die Megalithkultur. Damit würden sich die Abstände zur Altsteinzeit sowie zu den damaligen Höhlenmalereien untereinander in den Jahrtausendbereich verkürzen.
Für das Mittelalter stellte Illig 1991 die bekannter gewordene These auf, dass 297 Jahre der Geschichtsschreibung im Zeitraum September 614 bis August 911 nicht stattgefunden hätten. Illig bezeichnet diese Zeit als Erfundenes Mittelalter (gelegentlich auch: Phantomzeit). Diese Thesen sind wissenschaftlich nicht haltbar.

## Rezeption
Illigs Thesen zur Chronologiekritik erhielten vornehmlich in populärwissenschaftlichen Veröffentlichungen sowie in Tageszeitungen mediale Aufmerksamkeit. Von Geschichtswissenschaftlern wurden sie u. a. mit dem Verweis auf methodische Fehler als pseudowissenschaftlich abgelehnt und als wissenschaftlich widerlegt bezeichnet.
Nach Illigs Veröffentlichung des Buches Das erfundene Mittelalter 1996 im Econ Verlag war dessen Inhalt Gegenstand des wissenschaftlichen Interesses und fand Beachtung in mehreren Rezensionen.
Bereits im April 1996 äußerte sich Johannes Fried in der Historischen Zeitschrift und bekräftigte mit dem Hinweis auf gleichzeitige und unabhängig in vielen Quellen auftauchenden Berichte über den Sohn Karls des Großen die Existenz Karls des Großen und bezeichnete Illigs These als „eine in die Irre führende, unzulässige Illusion.“
Am 1. Oktober 1996 kommentierte Matthias Gräßlin in der Frankfurter Allgemeinen Zeitung Illigs Buch und wies darauf hin, dass es für Illigs These keine Beweise gebe, sie auf fragwürdigen Methoden beruhe und „historisch wertlos“ sei.
1997 stellte Illig mehrere Aussagen seiner These zur Erfindung des Frühmittelalters in der Zeitschrift Ethik und Sozialwissenschaften zur Diskussion. Die Äußerungen Illigs zum „erfundenen Mittelalter“ wurden von Fachleuten aus verschiedenen historischen Richtungen betrachtet:
- Gerd Althoff legt dar, dass eine Hochkultur mit allen Facetten hätte erfunden werden müssen, wenn Illig recht hätte, und bezeichnet Illigs These als „abstruse Vorstellung“.[6] Zudem stellt Althoff die enorme Fälschungsleistung dar, die zur Stimmigkeit der Illigschen These nötig gewesen wäre. Althoff kommt zu dem Schluss, dass die von Illig postulierte Fälschung des Mittelalters unmöglich sei.[7]

- Werner Bergmann betrachtet Illigs These in Bezug auf die Komputistik und berechnet die Auswirkungen der Gregorianischen Kalenderreform auf den zum Konzil von Nicaea festgelegten Ostertermin. Dabei weist er nach, dass entgegen Illigs Behauptung keine Zeit fehlt.[8]

- Michael Borgolte untersucht Illigs Vorgehensweise, die dem positivistischen Denken des 19. Jahrhunderts verhaftet sei. Illig übersehe die geschichtswissenschaftliche Erkenntnis, dass niemals alle Fakten vollständig gesammelt werden können und dass diese Fakten Erkenntnis nicht aus sich selbst, sondern nur im Zusammenhang mit anderen Fakten ermöglichen. Daher kritisiert Borgolte auch Illigs Anstoß an allen frühmittelalterlichen Begebenheiten, die scheinbar ohne Analogien in ihrer Zeit blieben. Borgolte kommt zu dem Schluss, Illigs Ansätze seien „methodisch verfehlt und wissenschaftlich problematisch“.[9]

- Laut Helmut Flachenecker gehe Illig von einer Verschwörungsthese aus, ohne jedoch Verschwörer und Zweck der Verschwörung anzugeben. Auch mangele es Illig an anderen Quellen, die seine These belegen können. Dieser These bliebe daher nur die „wissenschaftliche Selbstaufgabe“.[10] Flachenecker kritisiert Illigs Fortschrittsgläubigkeit und Hybris, die sich in seiner fehlerhaften Prämisse einer geradlinigen Geschichte zeige,[11] Illigs These sei aufgrund ihrer geschichtstheoretischen Schwäche abzulehnen.

- Gunnar Heinsohn hält „eine sorgfältige Prüfung der Illigschen These“ für „unabweislich“[12] und schlägt vor, Illigs These anhand von Grabungen in Städten mit angenommener Siedlungskontinuität zwischen 600 und 900 zu überprüfen. Zudem führt er weitere Beispiele auf, nach denen Schriftquellen zwischen 500 und 800 abgenommen haben sollen. Er sieht in Illigs These einen Lösungsansatz zur Datierung der Lebensdaten von Moses von Choren. Außerdem spekuliert Heinsohn über mögliche Motive der von Illig postulierten Fälschung.[12]

- Theo Kölzer lehnt eine Auseinandersetzung mit Illigs Thesen von vornherein ab, weil er sie für abstrus hält.[13]

- Dietrich Lohrmann weist ebenso wie Werner Bergmann Illigs fehlerhaften Berechnungsansatz zur gregorianischen Kalenderreform nach. Er widerlegt die Behauptung, der Bau der Aachener Pfalzkapelle sei voraussetzungslos, und weist Illig Mängel bei der Interpretation von Quellen insbesondere in lateinischer Sprache nach. Lohrmann kritisiert, dass Illig sich nicht mit den Hinterlassenschaften der von ihm in Frage gestellten Zeit, sondern hauptsächlich mit Sekundärliteratur beschäftigt habe.[14]

- Jan van der Meulen setzt sich eingehend mit Illigs architekturhistorischen Einlassungen auseinander und weist diese zurück.[15]

- Wolfhard Schlosser überprüft anhand historisch bekannter astronomischer Ereignisse die Stimmigkeit der Illigschen Thesen und kommt zu dem Schluss, dass diese aus astronomischer Sicht nicht haltbar seien.[16]

- Heribert Illig hatte im selben Heft von Ethik und Sozialwissenschaften die Möglichkeit, auf alle genannten Einwände einzugehen und sie auszuräumen.[17]

- Ebenfalls 1997 beschäftigte sich die damalige Zeitschrift des Verbandes der Geschichtslehrer Geschichte in Wissenschaft und Unterricht mit Illigs Thesen:[18]

- Hartmut Boockmann äußerte sich im Editorial zu Illig und bezeichnet Illigs Buch als „offensichtlich unsinnig“ und verweist mit Wilhelm Kammeier auf einen Vorgänger Illigs, der das gesamte Mittelalter als Produkt einer Fälschung betrachtete.[19]

- Rudolf Schieffer äußerte sich in der gleichen Zeitschrift und wies Illig zahlreiche methodische Fehler nach.[20]

- Richard Herzinger attestierte 1997 der Öffentlichkeit ein „Bedürfnis nach Umschreibung und Umdeutung der Historie“,[21] das Illig bediene. Herzinger legt dar, dass Illig der Geschichtswissenschaft aufzeige, dass die Deutung der Vergangenheit weitgehend auf gedanklichen Konstruktionen und nicht auf eindeutig belegbaren Fakten beruhe. Herzinger bemängelt, dass Illig mit seiner These jedoch ebenso vorgehe.[22]

- Ekkehard Eickhoff wies in einer Rezension des von Illig 1999 veröffentlichten Nachfolgebandes Wer hat an der Uhr gedreht? auf den enormen Aufwand hin, den eine von Illig postulierte Geschichtsfälschung benötigt hätte.[23]

- Michael Borgolte sieht bereits 1999 die wissenschaftliche Auseinandersetzung um Illigs These als abgeschlossen an.[24]

- Stephan Matthiesen setzte sich 2001 in der Zeitschrift Der Skeptiker mit Illigs These auseinander und beleuchtet auch die Reaktionen von Wissenschaftlern auf Illigs These. Dabei stellt er fest, dass „sich tatsächlich mehrere Historiker fundiert und detailliert, aber deutlich zu seinen Thesen geäußert haben“; eine weitere Auseinandersetzung jedoch nicht weiterführe.[25]

## Werke
- (als Herausgeber) Egon Friedell: Abschaffung des Genies. Essays bis 1918. Löcker Verlag, Wien 1982, ISBN 3-85409-042-0 (auch enthalten in Egon Friedell: Vom Schaltwerk der Gedanken. Diogenes Verlag, Zürich 2007, ISBN 978-3-257-06625-8).
- (als Herausgeber) Egon Friedell: Selbstanzeige. Essays ab 1918. Löcker Verlag, Wien 1983, ISBN 3-85409-051-X (auch enthalten in Egon Friedell: Vom Schaltwerk der Gedanken).
- (als Herausgeber) Egon Friedell: Meine Doppelseele. Taktlose Bemerkungen zum Theater. Löcker Verlag, Wien 1985, ISBN 3-85409-087-0 (auch enthalten in Egon Friedell: Vom Schaltwerk der Gedanken).
- Egon Friedell und Immanuel Velikovsky. Vom Weltbild zweier Außenseiter. P.A.F. Verlag, Basel 1985, ISBN 3-85624-007-1.
- (als Herausgeber) Egon Friedell und Alfred Polgar: Goethe und die Journalisten. Satiren im Duett. Löcker Verlag, Wien 1986, ISBN 3-85409-095-1.
- Schriftspieler – Schausteller. Die künstlerischen Aktivitäten Egon Friedells. Löcker Verlag, Wien 1987, ISBN 3-85409-105-2.
- (als Herausgeber) Egon Friedell: Das Friedell-Lesebuch. C.H. Beck Verlag, München 1988, ISBN 3-406-32415-0. (Neuauflage: Das Egon Friedell Lesebuch. Diogenes Verlag, Zürich 2009, ISBN 978-3-257-23882-2.)
- Die veraltete Vorzeit. Ein neuer chronologischer Aufriss europäischer Prähistorie. Eichborn Verlag, Frankfurt am Main 1988, ISBN 3-8218-0412-2. (Dritte Auflage: Mantis Verlag, Gräfelfing 2011, ISBN 978-3-928852-42-5.)
- (als Herausgeber) Egon Friedell: Kultur ist Reichtum an Problemen. Haffmans Verlag, Zürich 1989, ISBN 3-251-20069-0.
- mit Gunnar Heinsohn: Wann lebten die Pharaonen? Eichborn Verlag, Frankfurt am Main 1990, ISBN 3-8218-0422-X. (Fünfte Auflage: Mantis, Gräfelfing 2003, ISBN 3-928852-26-4.)
- Karl der Große, genannt der Fiktive. Als Herrscher zu groß, als Realität zu klein. Mantis Verlag, Gräfelfing 1992, ISBN 3-928852-03-5.
- Chronologie und Katastrophismus. Vom ersten Menschen bis zum drohenden Asteroideneinschlag. Mantis Verlag, Gräfelfing 1992, ISBN 3-928852-01-9.
- mit Franz Löhner: Der Bau der Cheopspyramide. Mantis Verlag, Gräfelfing 1992, ISBN 3-928852-05-1.
- Der Bau der Cheopspyramide nach der Rampenzeit. ISBN 3-928852-17-5)
- Hat Karl der Große je gelebt? Bauten, Funde und Schriften im Widerstreit. Mantis Verlag, Gräfelfing 1994, ISBN 3-928852-08-6.
- Das erfundene Mittelalter – Die größte Zeitfälschung der Geschichte. Econ Verlag, Düsseldorf 1996, ISBN 3-430-14953-3.
- Das erfundene Mittelalter. Hat Karl der Große je gelebt? Ullstein Verlag, Berlin, ISBN 978-3-548-36429-2.
- Wer hat an der Uhr gedreht? Wie 300 Jahre Geschichte erfunden wurden. Econ Verlag, Düsseldorf 1999, ISBN 3-612-26561-X. (Siebte Auflage: Wer hat an der Uhr gedreht? Wie 300 Jahre Mittelalter erfunden wurden. Ullstein Verlag, Berlin 2009, ISBN 978-3-548-36476-6.)
- mit Gerhard Anwander: Bayern und die Phantomzeit. Archäologie widerlegt Urkunden des frühen Mittelalters. Mantis Verlag, Gräfelfing 2002, ISBN 3-928852-21-3.
- (als Herausgeber) Specht K. Heidrich: Mykenische Geschichte/n. Griechisch-archaische Geschichte auf dem Prüfstand. Mantis Verlag, Gräfelfing 2004, ISBN 3-928852-28-0.
- Die Chiemseeklöster. Neue Sicht auf alte Kunst. Mantis Verlag, Gräfelfing 2008, ISBN 978-3-928852-36-4.
- Geschichte, Mythen, Katastrophen: Über Velikovsky hinaus. Zweite korrigierte und ergänzte Auflage. Mantis Verlag, Gräfelfing 2010, ISBN 978-3-928852-41-8.
- Aachen ohne Karl den Großen. Technik stürzt sein Reich ins Nichts. Mantis Verlag, Gräfelfing 2011, ISBN 978-3-928852-43-2. (Dritte Auflage 2013, ISBN 978-3-928852-48-7)
- Gräfelfing & Pasing 1250 Jahre? Ein kritischer Streifzug durch Bayerns frühe Geschichte. Mantis Verlag, Gräfelfing 2013, ISBN 978-3-928852-47-0.
- Meister Anton, gen. Pilgram, oder Abschied vom Manierismus. Mantis Verlag, Gräfelfing 2013, ISBN 978-3-928852-46-3.
- Des Kaisers leeres Bücherbrett. Wer bewahrte das antike Erbe? Mantis Verlag, Gräfelfing 2017, ISBN 978-3-928852-51-7.
- Gregors Kalenderkorrektur 1582 – Cäsar, Nikäa und die päpstliche Notlüge. Mantis Verlag, Gräfelfing 2019, ISBN 978-3-928852-52-4.
- 100 Jahre Umsturz. 1918/19 Wien, München, Rijeka/Fiume. Literatur, Kunst, Politik. GräVerlag, Gräfelfing 2019, ISBN 978-3-942138-66-6.
- Alte Skulptur verjüngt. Christlicher Neuanfang nach 1000 in Stein, Holz und Bronze. Mantis Verlag, Gräfelfing 2019, ISBN 978-3-928852-54-8.
- (als Herausgeber) Egon Friedell: Der Schatten der Antike. Das bislang fehlende Schlusskapitel der „Kulturgeschichte des Altertums“. Mantis Verlag, Gräfelfing 2020. ISBN 978-3-928852-55-5
- Darwins dunkle Seite. Person, Primat, Plagiat. Mantis Verlag, Gräfelfing 2022, ISBN 978-3-928852-58-6.
- Evolution nach Fabre und Darwin. Instinkte, Insekten, Symbiosen. Mantis Verlag, Gräfelfing 2023, ISBN 978-3-928852-59-3.
- (Nachwort für) Herbert Fießinger: Kloster Reichenau im Zeichen des Geflügelten Löwen. Göggingen als Reichenauer Villikation. Mantis Verlag, Gräfelfing 2023, ISBN 978-3-928852-60-9.
- Nachruf für Kaiser Karl. Aachens Pfalz/Eisenarmierung/Chronik der Mittelalterdebatte Mantis Verlag, Gräfelfing 2023, ISBN 978-3-928852-61-6.